# فيرتشايلد 71
فيرتشايلد 71 (بالإنجليزية: Fairchild 71)‏ هي طائرة ركاب أنتجت في الولايات المتحدة. من صناعة فيرتشايلد للطيران. كان أول طيران لها في 1926.